# Benoibates muscicola
Benoibates muscicola är en kvalsterart som beskrevs av Baranek 1981. Benoibates muscicola ingår i släktet Benoibates och familjen Oripodidae. Inga underarter finns listade.